# 도베나이토리
날지 못하는 새(일본어: 飛べない鳥 도베나이토리[*])는 유즈의 10번째 싱글로 2000년 10월 18일 발매되었다. 2009년에 이르기까지 유즈의 싱글 중 최대 판매량을 자랑한다.

## 해설
CD 패키지는 통상판 보다 크며, 처음 표지에서 유즈 멤버가 빠진, 풍경사진이다. 타이틀 곡인〈날지 못하는 새〉는 2000년 10월 30일 주간 오리콘 차트 1위 곡이며, 후지테레비계 드라마《눈물을 닦고》의 주제가로 사용되었다. 메자마시 TV에서 실시한 힘을 북돋은 노래 앙케이트에서 5위를 기록하기도 했다. 또, 요코하마의 노래(ヨコハマご当地ソング) 백선에 선정되었으며, 요코하마시 이세자키 정에 있는〈이세자키 정 브루스〉가비 뒤쪽에〈날지 못하는 새〉가 새겨져 있다. 동곡에는 요코하마라는 지명이 나오지 않지만, 데뷔 전 유즈가 이 곳 부근에서 노래한 적이 있고, 조사 당시 히트 곡인 까닭으로 가비에 새겨진 것으로 보인다. 두 번째 트랙의〈샤라란〉은 야마다 요지 감독의 영화《학교IV》의 테마송으로 사용되었다.

## 수록곡
1. 飛べない鳥(날지 못하는 새)
  - 작사, 작곡: 이와사와 고지
2. シャララン(샤라란)
  - 작사, 작곡: 기타가와 유진
3. ダーリン(달링,darling)
  - 작사, 작곡: 기타가와 유진